# Gastón Elesgaray
Gastón Elesgaray (Neuquén, Provincia del Neuquén, Argentina, 13 de diciembre de 1999) es un baloncestista argentino que se desempeña como base en el Club Atlético Estudiantil Porteño del Torneo Federal de Básquetbol de la Argentina.

## Carrera profesional

### River Plate
Se confirma su continuidad como ficha J para disputar el Torneo Federal de Básquetbol 2016-17 con River Plate. Al finalizar la temporada regular el River Plate|Millonario consigue su mejor clasificación histórica hasta el momento al quedar en la tercera posición de la División Metropolitana. Disputa los Octavos de Final de la Conferencia Sur contra Estudiantes de La Plata a quien barre 3 - 0 al vencer 92-72, 95-88 y 76-89. En los Cuartos de Final de la Conferencia Sur se enfrenta a Pedro Echagüe el primer partido lo gana River 92 - 72, en los siguientes tres partidos cae derrotado 77-82 de local y 80 - 78 y 87 - 83 de visitante quedando eliminado.
De cara al Torneo Federal de Básquetbol 2017-18 se confirma su continuidad en el club y vuelve a ocupar una ficha juvenil. En esta temporada, tras la salida de Felipe Sánchez, es el base suplente, solo por detrás de Gianluca Pellegrino, lo que le permite contar con minutos de juego y disputar varios partidos. El millonario terminó la temporada regular quedando en la segunda posición de la Conferencia Sur, alcanzando de esa manera su mejor posición histórica en el torneo. Abriendo su participación en los octavos de final de la Conferencia Sur, River Plate venció al Club Unión Vecinal 89 - 58, el segundo encuentro termina con el descuento de Unión Vecinal al ganar 71 - 61, en el tercero el conjunto de Nuñez vuelve a imponerse 83 - 69, y termina por liquidar la serie con un 82 - 73 de visitante. En la apertura de la serie de Cuartos de Final de la Conferencia Sur, el millonario se impuso por 80 - 56 como local. En el segundo encuentro River amplió la ventaja al imponerse 80 - 59. En el tercer partido River no pudo cerrar la serie al perder 77 - 75. Es en el cuarto encuentro donde River logra liquidar la serie al ganar 69 - 67 y asegurarse su pase a la siguiente fase.

### Clubes
- Actualizado hasta el 13 de mayo de 2018.

| Club        | País      | Año             |
| ----------- | --------- | --------------- |
| River Plate | Argentina | 2015 - Presente |